# Lill-Kockaotjärnen
Lill-Kockaotjärnen är en sjö i Härnösands kommun i Ångermanland och ingår i Indalsälvens huvudavrinningsområde.